# Akita Shoten
Akita Shoten (яп. 株式会社秋田書店 кабусики гайся акита сётэн) — крупное японское издательство, специализирующееся на публикации манги (японские комиксы). Компания возникла 10 августа 1948 года. В 1980-2016 гг. её возглавлял Садами Акита (яп. 秋田貞美 Акита Садами), сын основателя Тэйо Акиты (秋田貞夫).

## Журналы

### Gekkan Shonen Champion
Gekkan Shonen Champion (яп. 月刊少年チャンピオン гэккан сё:нэн тямпион) — ежемесячный журнал для юношей (сёнэн), выходящий с марта 1970 года.
| - Asu no Yoichi! (明日のよいち!) - Under Life (アンダーライフ) - Isoraba (イソラバ) - Examurai Sengoku (エグザムライ戦国) - Karate Basaraden Ginji (空手婆娑羅伝 銀二) - Kimiiro Focus (キミイロフォーカス) - Gunjou Scissors (群青シザース) |  | - Prides ☆ pole (極☆漫) - Silent Blood (サイレント・ブラッド) - Koi no Shoumikigen (賞味期限あり!!) - Drop (ドロップ) - Let’s Play Baseball (もっと野球しようぜ!) - Ranchiki (ランチキ-乱痴気-) - Worst (WORST) |

### Young Champion
Young Champion (яп. ヤングチャンピオン янгу тямпион) — ежемесячный журнал для мужчин (сэйнэн), выходящий с марта 1988 года. У этого журнала существуют два приложения — Young Champion Retsu (яп. ヤングチャンピオン烈 янгу тямпион рэцу), издаваемое с июня 2006 года, и Young Champion Otoko (яп. ヤングチャンピオン漢 янгу тямпион отоко) с сентября 2008 года.
| - Ashikaga Anarchy (足利アナーキー) - Arakure Knight: Kuroi Zankyou Kanketsuhen - Ibitsu (いびつ) - Wolf Guy - Osaka Yankee Tigers (大阪ヤンキータイガース) - Cross and Crime - Kono oo ga eroi! (この○○がエロい!!) - Kondoru (こんどる♪) - Sake wa Karakuchi Sakana wa Shimoneta (酒は辛口肴は下ネタ) - Irosoku ze ne reishon (色即ぜねれいしょん) - Jingi (JINGI) - Supidiwanda (スピーディワンダー) |  | - Sense (センセ。) - Taoreru Toki wa Maenomeri (倒れるときは前のめり。) - Demekin (デメキン) - Tohai (凍牌) - Doumoto Rule (堂本ルール) - Babel 2-sei the Returner (バビル2世 ザ・リターナー) - Harumichi (春道) - Black Joke (ブラック・ジョーク) - Adauchi Kyokashou (マーダー・パス～仇討ち許可証～) - Mama wa Doukyuusei - Mori no Tegu - Yanchan chousabu ore ni kikaremo (ヤンチャン調査部 オレに聞かれても) |

### Другие журналы для мужской аудитории
- Champion Red (яп. チャンピオンRED тямпион рэддо)
- Champion Red Ichigo (яп. チャンピオンREDいちご)
- Play Comic (яп. プレイコミック пурэй комикку) — ежемесячный журнал для мужчин (сэйнэн). Существует с 1968 года.
- Golf Comic (яп. GOLFコミック горуфу комикку) — первый специализированный японский журнал манги о гольфе.[8] Существует с 1985 года.[9]

### Манга для женской аудитории
- Princess (яп. プリンセス Purinsesu)
- Princess Gold (яп. プリンセスGOLD Purinsesu GOLD)
- Petit Princess (яп. プチプリンセス Puchi Purinsesu)
- Mystery Bonita (яп. ミステリーボニータ Misutarī Bonīta)
- Suspiria Mystery (яп. サスペリアミステリー Sasuperia Misutarī)
- Elegance Eve (яп. Eleganceイブ Eregansu Ibu)
- for Mrs. (яп. フォアミセス Foa Misesu)
- for Mrs. Special (яп. for Mrs. スペシャル for Mrs. Supesharu)
- Love Max (яп. 恋愛 MAX Rabu Makkusu)
- Love Cherry Pink (яп. 恋愛チェリーピンク Ren'ai Cherī Pinku)
- Desir SP (яп. デジールSP Dejīru Supesharu)

## Исчезнувшие журналы
- Hitomi (яп. ひとみ Хитоми)
- Famicom Champion (яп. ファミコンチャンピオン фамикон тямпион)
- Boken-O (яп. 冒険王) и Manga-O (яп. まんが王)